# Szuzuki (hal)
A szuzuki (Lateolabrax japonicus) a sugarasúszójú halak (Actinopterygii) osztályának sügéralakúak (Perciformes) rendjébe, ezen belül a Lateolabracidae családjába tartozó faj.

## Előfordulása
A szuzuki hal a Csendes-óceán északnyugati medencéjében él, Japán partjaitól egészen a Dél-kínai-tengerig.

## Megjelenése
Ez a hal akár 102 centiméteres hosszúságúra és 8,7 kilogrammosra is megnőhet; de általában csak 16-50 centiméter hosszú. A hátúszóján 12-15 tüske és 12-14 sugár van, míg a farok alatti úszóján 3 tüske és 7-9 sugár látható.

## Életmódja
E halfaj főként zátonylakó, katadróm élőlény; emiatt egyaránt megél az édes-, sós- és brakkvízben is. Általában 5 méter vagy ennél mélyebb vizekben tartózkodik. Az ivadék planktonnal, míg a felnőtt kisebb halakkal és kis rákokkal táplálkozik.

## Szaporodása
A szuzuki hímként kezdi az életét és körülbelül kétéves korában éri el az ivarérettséget. Idősebb korában nősténnyé alakul át. Katadróm halként a tengerben jön világra - eme hal esetében télen -, aztán felúszik a folyókba ahol életének első két évét tölti.

## Egyebek
Húsa fényes, fehér színű és könnyedén felismerhető széles pikkelyeiről és enyhe ízéről. E halfaj hagyományosan a japán halászok egyik kedvelt célpontja. Japán Kantou régiójában, a Shizouka prefektúrában a 25 centiméter alatti példányait seigo néven illetik. Hároméves korára eléri a 60 centiméter körüli testhosszt és ekkortól már fukko, vagy szuzuki a neve. Mivel növekedése során több néven ismerik, ezért a japánok gyakran shusseuonak (出世魚?) nevezik és összefüggésbe hozzák az életben való fejlődést és előrelépést e halfajjal, valamint, ahol ez a hal él, arról a helyről azt tartják, hogy az gazdag halakban.
A korábban önálló fajnak vélt Lateolabrax maculatus-t manapság a szuzuki szinonimájának tekintik.

## Képek

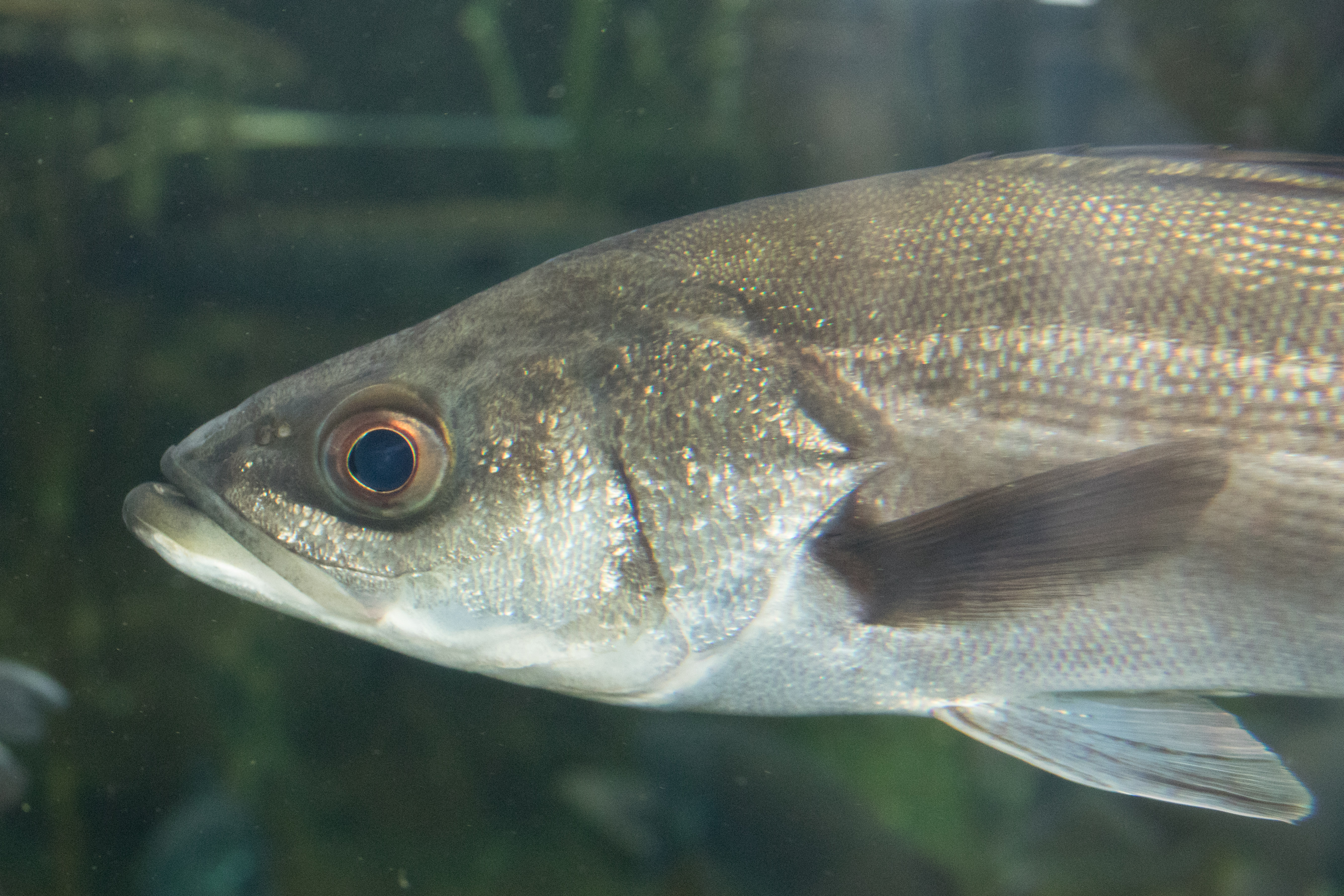
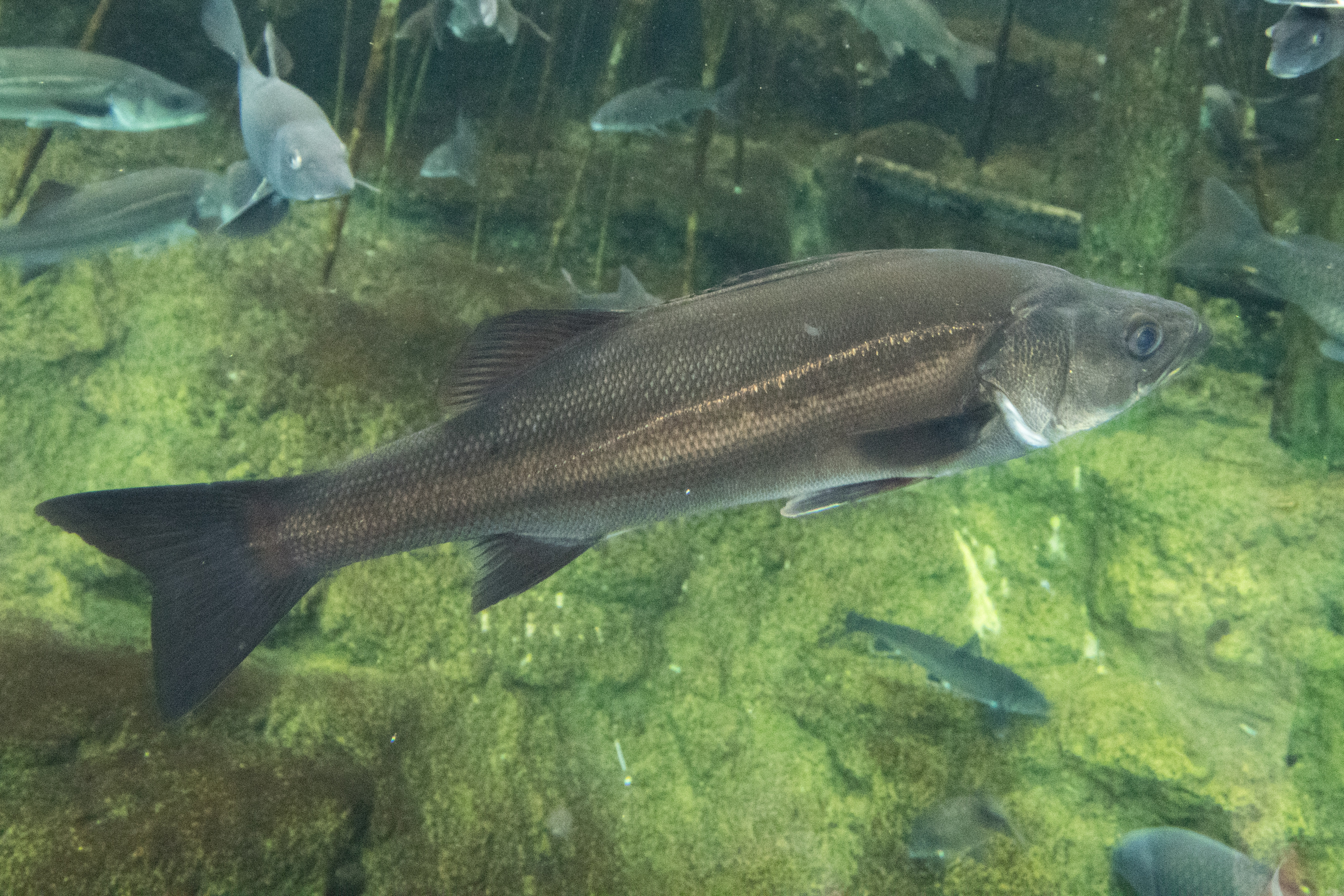
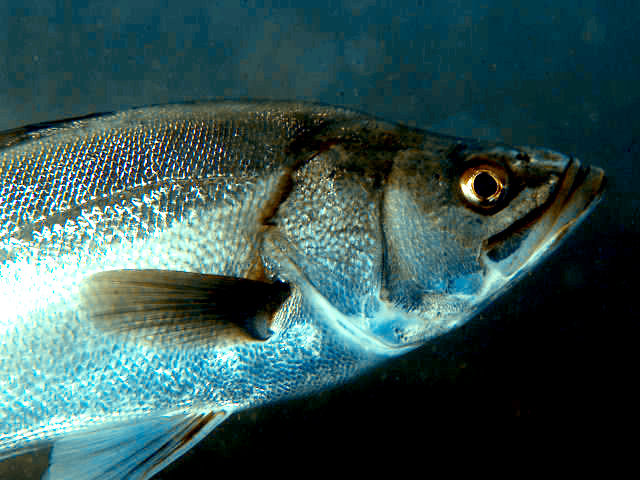
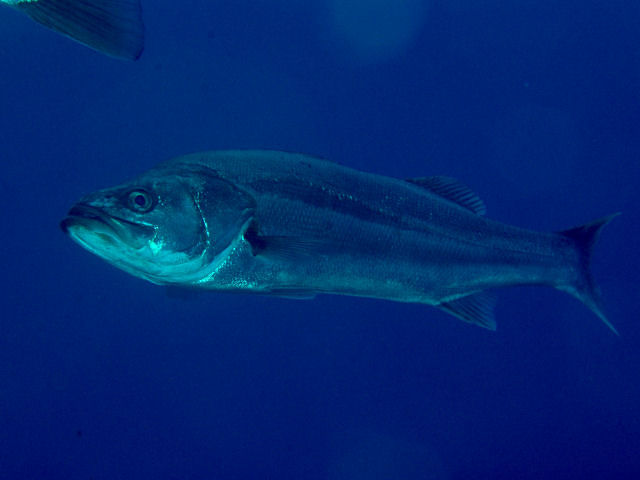

## Fordítás
- Ez a szócikk részben vagy egészben  a   Suzuki (fish) című angol Wikipédia-szócikk ezen változatának fordításán alapul.  Az eredeti cikk szerkesztőit annak laptörténete sorolja fel. Ez a jelzés csupán a megfogalmazás eredetét és a szerzői jogokat jelzi, nem szolgál a cikkben szereplő információk forrásmegjelöléseként.